# Elihu Vedder

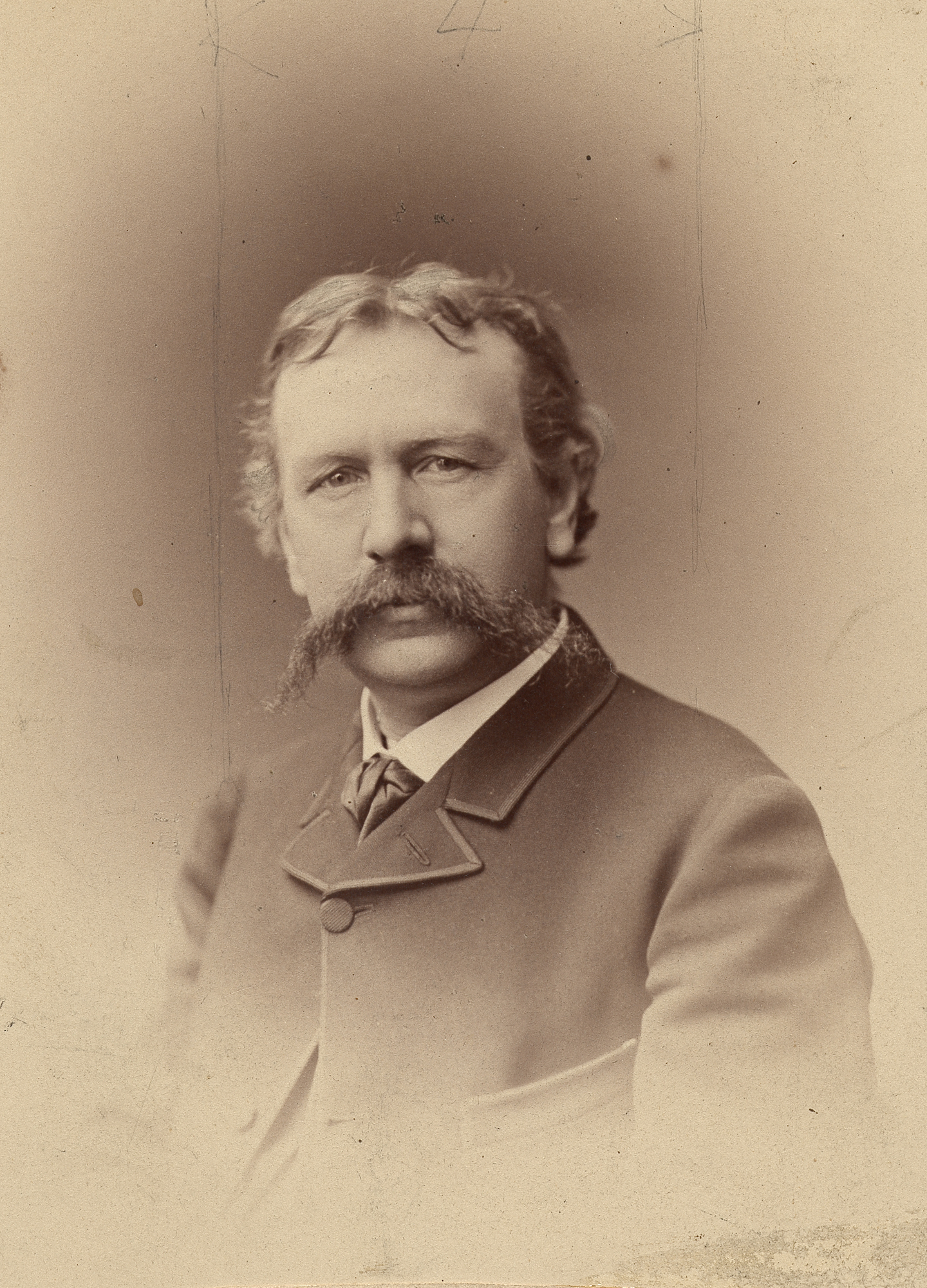
Elihu Vedder, 1870

Elihu Vedder (New York, 26 februari 1836 – Rome, 29 januari 1923) was een Amerikaans kunstschilder, illustrator en dichter. Hij wordt gerekend tot het symbolisme.

## Leven en werk
Vedder was de zoon van een tandarts, volgde tekenlessen in New York bij Tompkins Harrison Matteson en ging vervolgens naar Parijs om daar in de leer te gaan bij François-Édouard Picot. Van 1858 tot 1860 reisde hij met zijn vriend Giovanni Costa door Italië, waar hij onder invloed kwam van de Italiaanse renaissance-schilders.
Vedder keerde berooid terug naar de Verenigde Staten en begon te werken als commercieel illustrator. Onderwijl ging hij verder met schilderen, begon te dichten en begaf zich in artistieke kringen. Hij sloot vriendschap met Walt Whitman, Herman Melville en William Morris Hunt en werd in 1865 lid van de American Academy of Arts and Letters.
Na het einde van de Amerikaanse Burgeroorlog huwde hij met Caroline Rosekrans en vertrok hij opnieuw, nu definitief naar Italië. Hij bezocht met regelmaat Engeland, waar hij bevriend raakte met Simeon Solomon en onder invloed kwam van de prerafaëlieten. Uiteindelijk ontwikkelde hij een eigen stijl, veel van zijn werk wordt gerekend tot het symbolisme. Bekendheid kreeg hij verder met zijn illustraties bij de Rubaiyat van Omar Khayyám, in 1884. Ook ontwierp hij glaswerk en maakte hij mozaïeken en muurschilderingen, onder meer in de Library of Congress, Washington D.C..
Vedder overleed in 1923 te Rome, waar hij ook ligt begraven. Veel van zijn werk is te bezichtigen in het Smithsonian American Art Museum in Washington en in het Brooklyn Museum in New York.

## Galerij

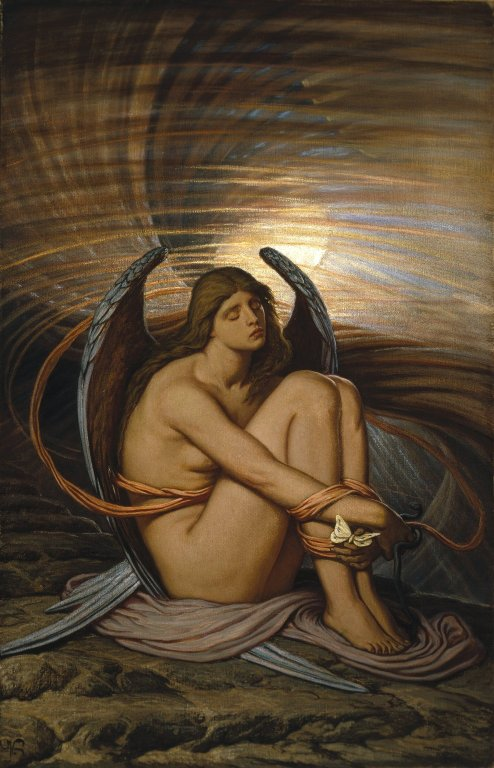
Oh for the Touch of a Vanished Hand
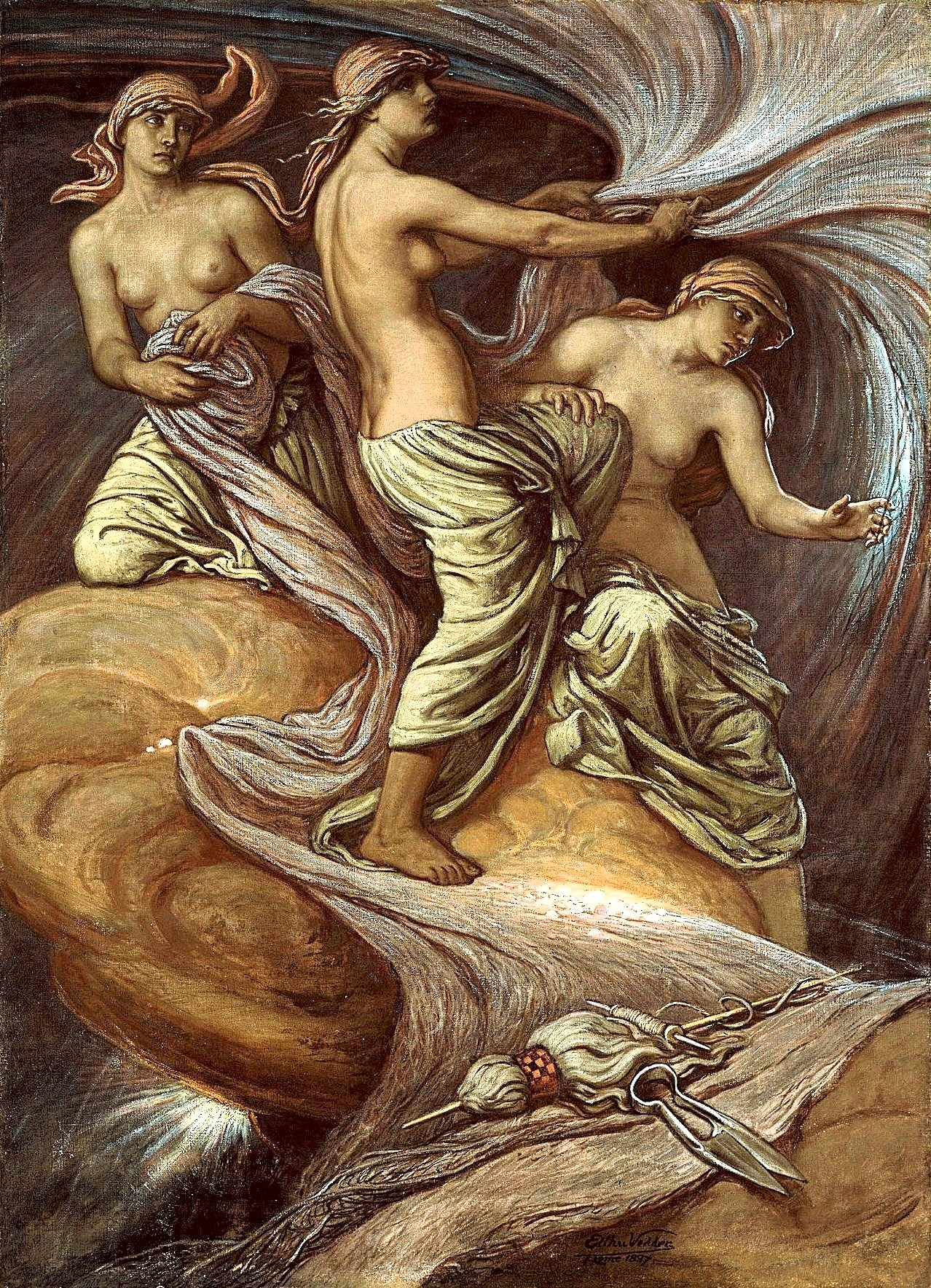
The Fates Gathering in the Stars
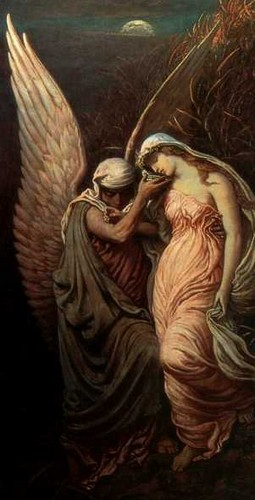
Cup of Death
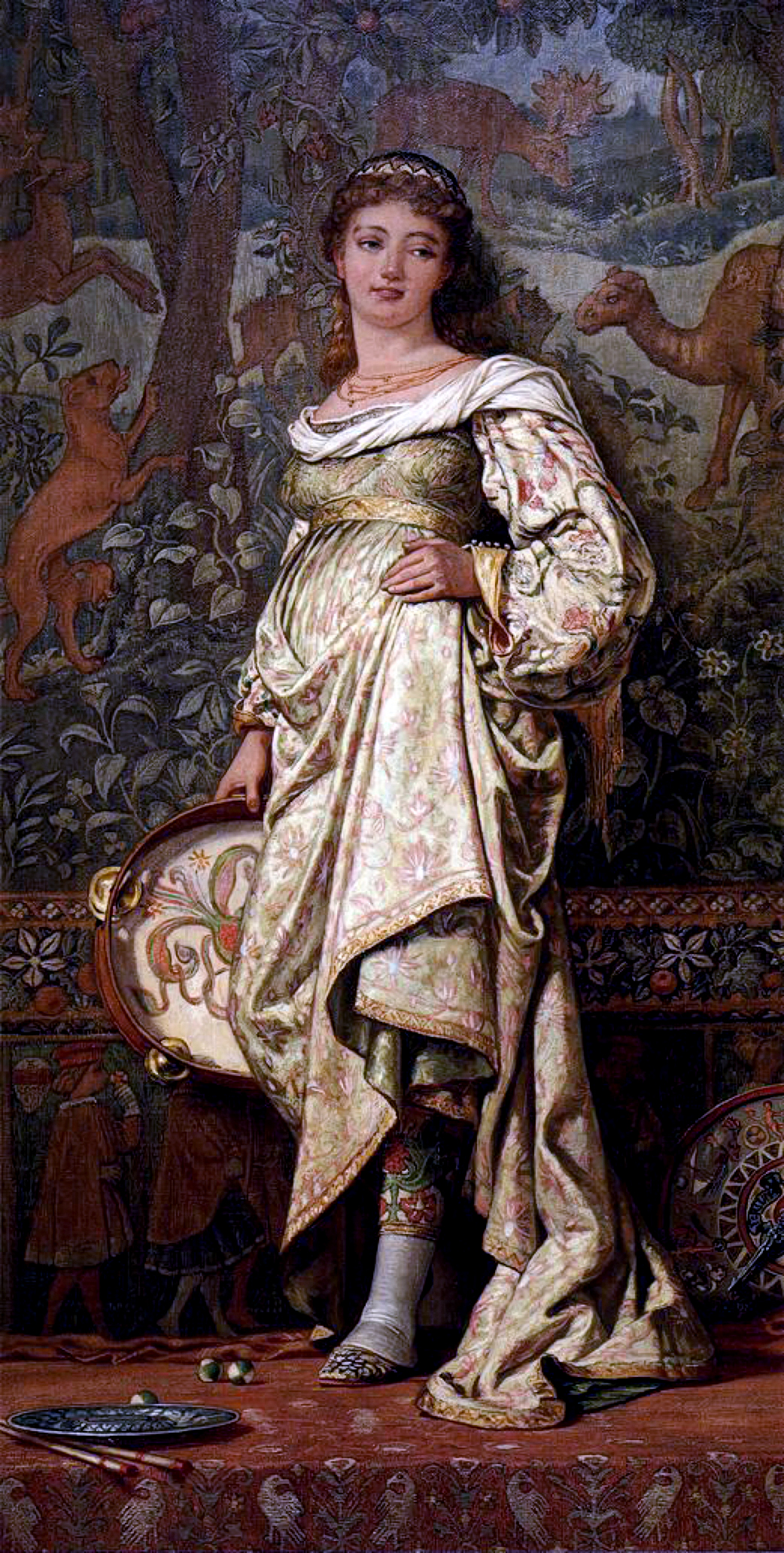
Dancing Girl
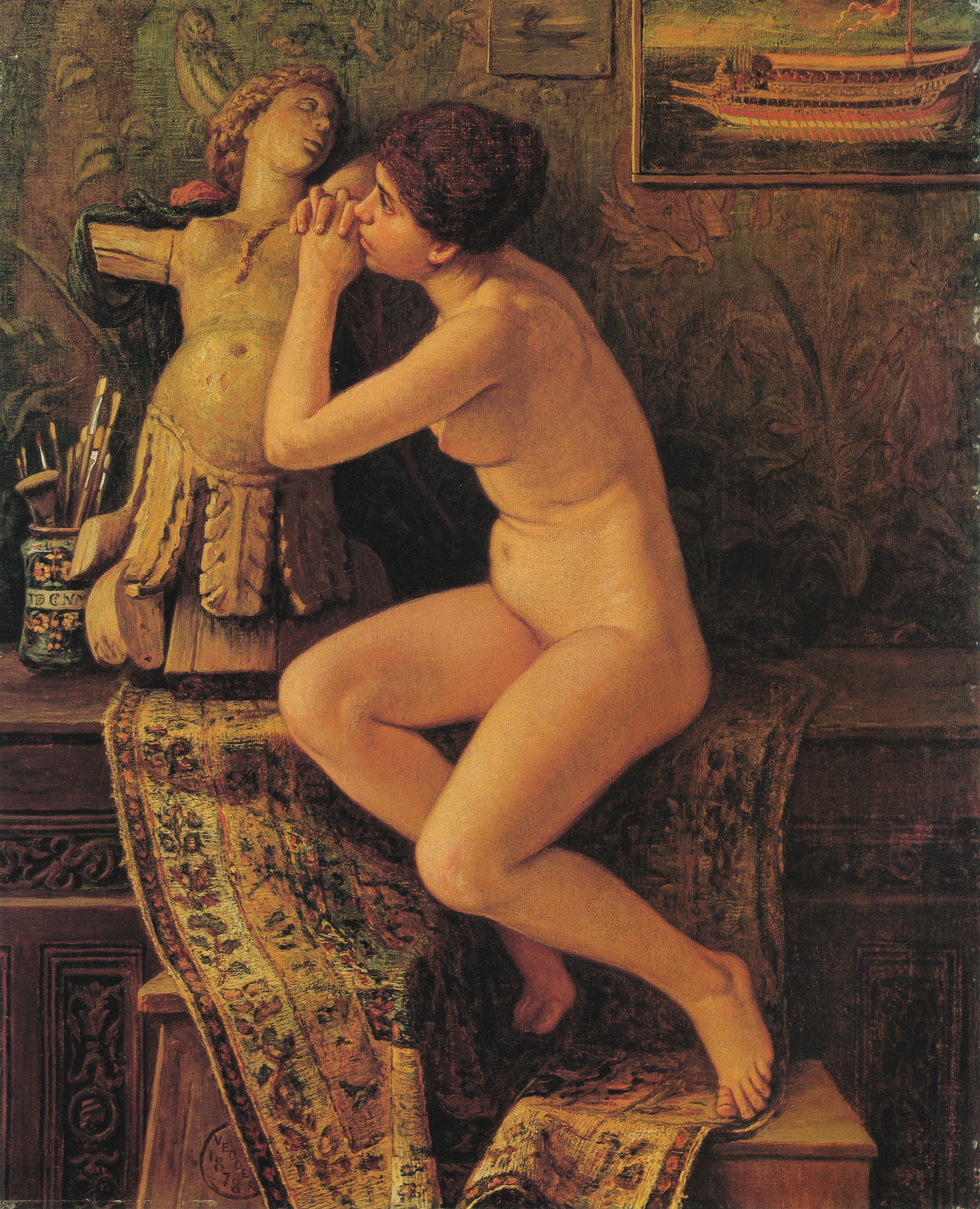
The Venetian Model
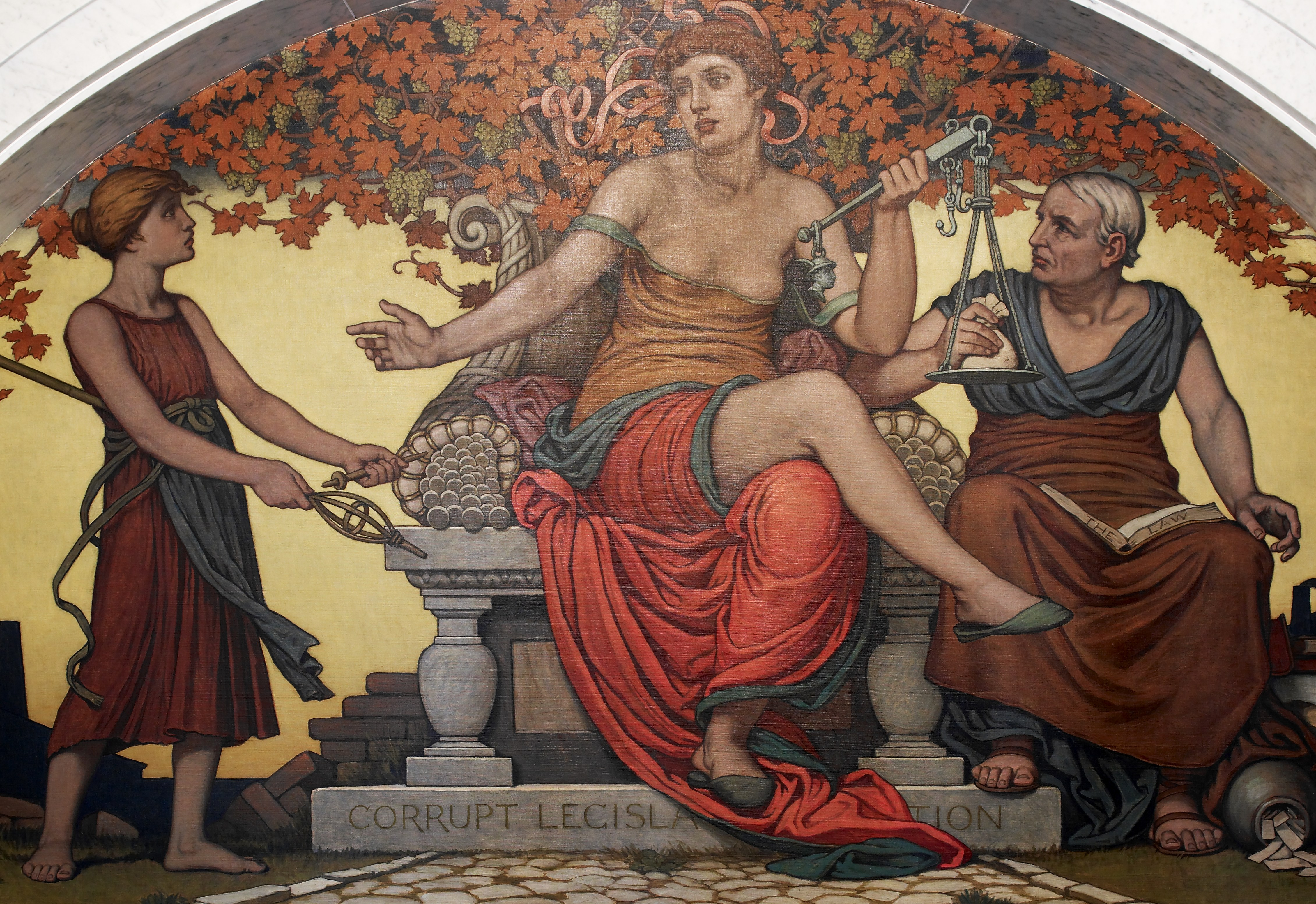
Corrupt Legislation, muurschildering Library of Congres
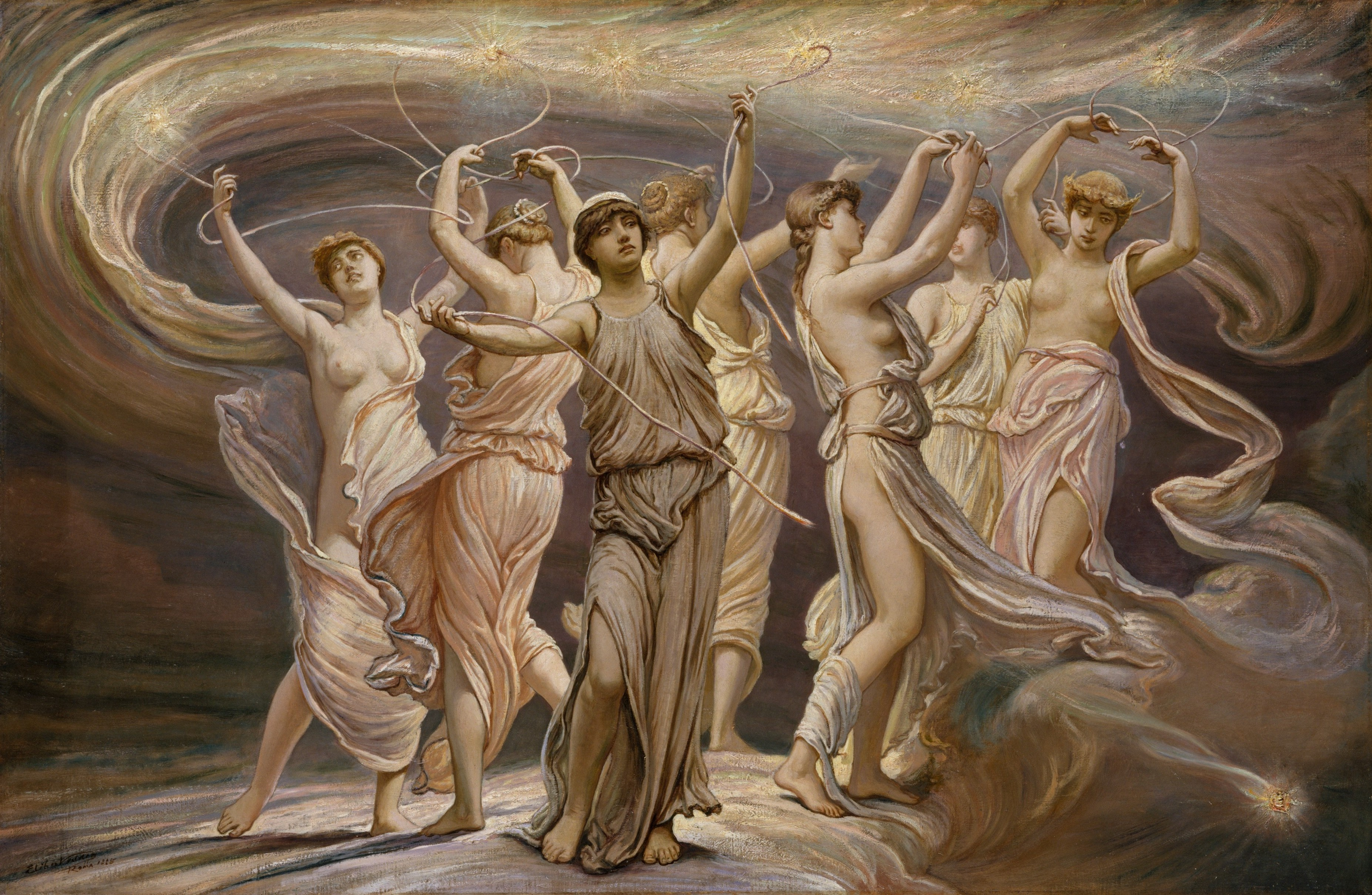
Pleiades
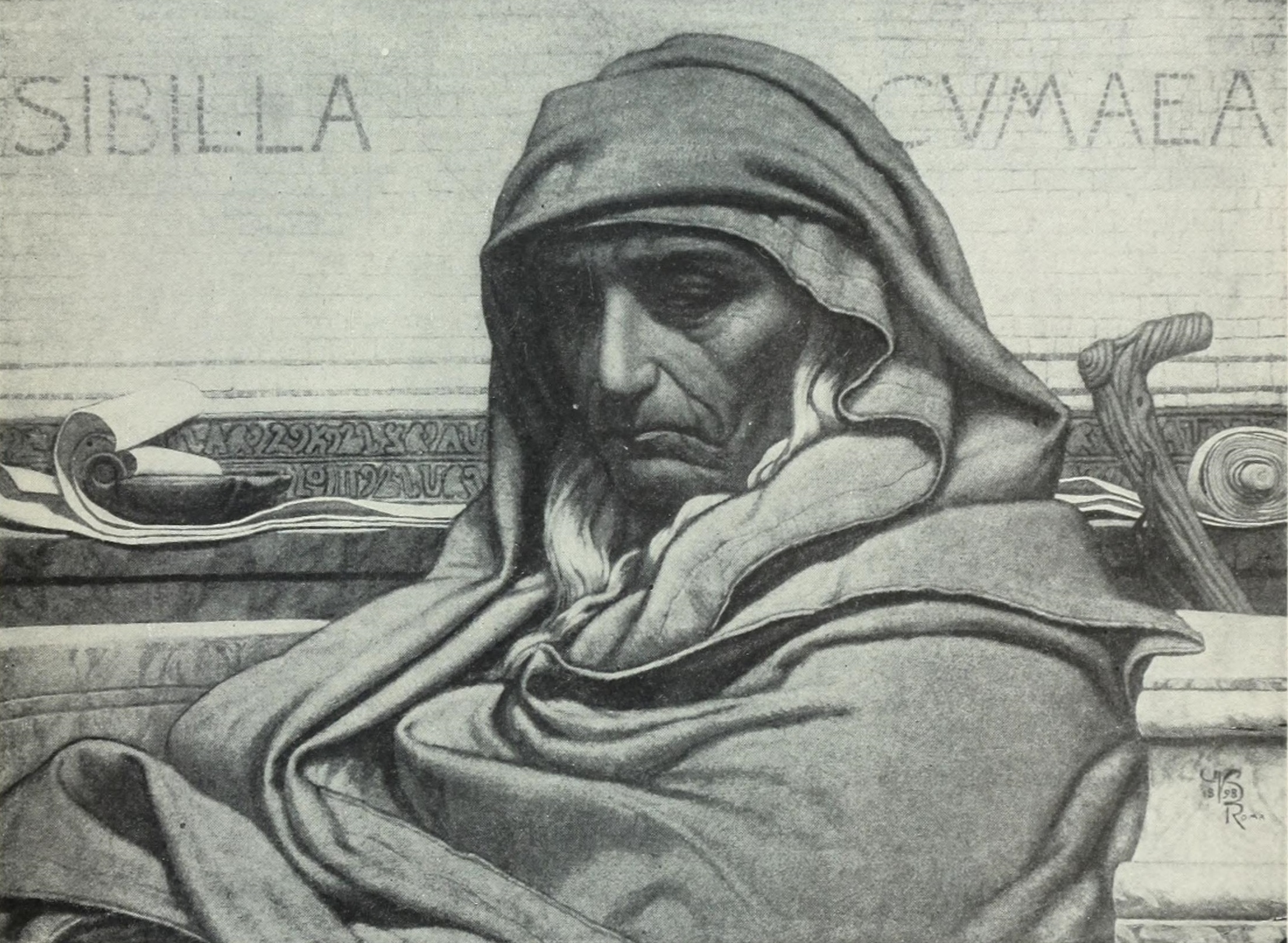
Sibille van Cumae
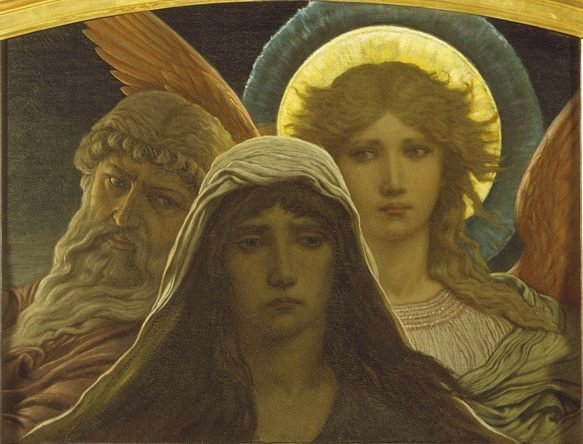
The Sorrowing Soul between Doubt and Faith
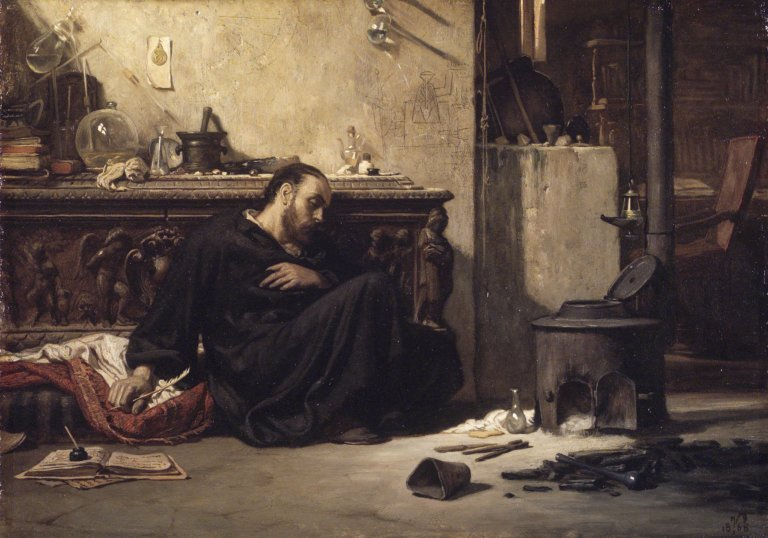
The Dead Alchemist
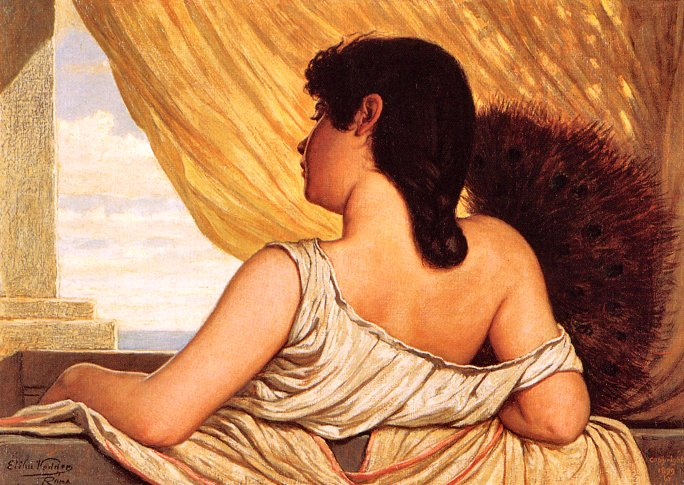
Sea Breeze